# Campionatul European de Scrimă pentru juniori din 2002
Campionatul European de Scrimă pentru juniori (U20) din 2002 s-a desfășurat în perioada 5-10 octombrie la Conegliano, Italia.

## Rezultate

### Masculin
| Probă             | Aur                    | Argint                  | Bronz                                          |
| Spadă             | Gauthier Grumier (FRA) | Vitalii Medvediev (UKR) | Norman Ackermann (GER) · Joaquim Videira (POR) |
| Spadă pe echipe   | Franța                 | Ungaria                 | Italia                                         |
| Floretă           | Richard Kruse (GBR)    | Andrea Cassarà (ITA)    | Anton Ivanov (RUS) · Virgil Sălișcan (ROU)     |
| Floretă pe echipe | Rusia                  | Italia                  | Marea Britanie                                 |
| Sabie             | Oleh Șturbabin (UKR)   | Aleksei Iakimenko (RUS) | Artiom Dranîk (UKR) · Marcin Koniusz (POL)     |
| Sabie pe echipe   | Rusia                  | Polonia                 | Belarus                                        |

### Feminin
| Probă             | Aur                          | Argint                    | Bronz                                                |
| Spadă             | Francesca Quondamcarlo (ITA) | Anastasia Ceptalina (RUS) | Loredana Iordăchioiu (ROU) · Vanessa Galantine (FRA) |
| Spadă pe echipe   | Italia                       | Rusia                     | România                                              |
| Floretă           | Evgenia Lamonova (RUS)       | Claudia Pigliapoco (ITA)  | Virginie Ujlaky (FRA) · Benedetta Durando (ITA)      |
| Floretă pe echipe | Italia                       | Rusia                     | Germania                                             |
| Sabie             | Léonore Perrus (FRA)         | Sofia Velikaia (RUS)      | Siobhan Byrne (IRE) · Svetlana Kormilițîna (RUS)     |
| Sabie pe echipe   | Rusia                        | Franța                    | Italia                                               |

## Clasament pe medalii
| Loc   | Țară           | Aur | Argint | Bronz | Total |
| ----- | -------------- | --- | ------ | ----- | ----- |
| 1     | Rusia          | 5   | 5      | 2     | 10    |
| 2     | Franța         | 3   | 1      | 3     | 7     |
| 3     | Italia         | 2   | 3      | 2     | 7     |
| 4     | Ucraina        | 1   | 1      | 1     | 3     |
| 5     | Marea Britanie | 1   | 0      | 1     | 2     |
| 6     | Polonia        | 0   | 1      | 2     | 3     |
| 7     | Ungaria        | 0   | 1      | 0     | 1     |
| 8     | România        | 0   | 0      | 3     | 3     |
| 9     | Germania       | 0   | 0      | 2     | 2     |
| 10    | Belarus        | 0   | 0      | 1     | 1     |
| 10    | Irlanda        | 0   | 0      | 1     | 1     |
| 10    | Portugalia     | 0   | 0      | 1     | 1     |
| Total | Total          | 12  | 12     | 18    | 42    |

## Legături externe
- en  European Junior Championships 2002 Conegliano (ITA) la Confederația Europeană de Scrimă